# Kuchyňa
Kuchyňa je naseljeno mjesto u okrugu Malacky u Bratislavskom kraju u Slovačkoj.

## Stanovništvo
| Godina:     | 1993. | 2003.   | 2013.   | 2023.   |
| ----------- | ----- | ------- | ------- | ------- |
| Broj ljudi: | 1552  | 1607    | 1681    | 1798    |
| Razlika:    |       | +3,54 % | +4,60 % | +6,96 % |

| Godina:     | 2022. | 2023.   |
| ----------- | ----- | ------- |
| Broj ljudi: | 1786  | 1798    |
| Razlika:    |       | +0,67 % |

Prema podatcima o broju stanovnika iz 2023. godine naselje je imalo 1798 stanovnika.

## Vanjske poveznice
|  | Zajednički poslužitelj ima još gradiva o temi Kuchyňa |

- Službena stranica naselja (sl.)